# لورين بلكينغتون
لورين بلكينغتون (بالإنجليزية: Lorraine Pilkington)‏ هي ممثلة أيرلندية، ولدت في 18 أبريل 1974 بدبلن في جمهورية أيرلندا.

## وصلات خارجية
- لورين بلكينغتون على موقع IMDb (الإنجليزية)
- لورين بلكينغتون على موقع ألو سيني (الفرنسية)
- لورين بلكينغتون على موقع أول موفي (الإنجليزية)
- لورين بلكينغتون على موقع قاعدة بيانات الأفلام السويدية (السويدية)
- لورين بلكينغتون على موقع قاعدة بيانات الفيلم (الإنجليزية)
- لورين بلكينغتون على موقع كينوبويسك (الروسية)